# Pian di Scò
Pian di Scò ist ein Ortsteil der Gemeinde Castelfranco Piandiscò in der Provinz Arezzo in der Region Toskana in Italien.

## Geografie

Lage der ehemaligen Gemeinde Pian di Scò in der Provinz Arezzo

Der Ort erstreckt sich über ca. 18 km². Er liegt ca. 35 km nordwestlich von Arezzo und 30 km südöstlich von Florenz. Der Ortsteil Matassino liegt am Arno. 
Zu den weiteren Ortsteilen zählen Faella, Menzano, Montalpero, San Miniato, Simonti und Vaggio. 
Die Nachbarorte sind Castelfranco di Sopra, Figline Valdarno (FI) und Reggello (FI).

## Geschichte

### Pian di Scò (Hauptort)
Bis zum Ende des 18. Jahrhunderts ist die Geschichte des Ortes an die um das Jahr 1000 erbauten romanischen Pieve  Santa Maria a Scò geknüpft. Über die Namensherkunft gibt es zwei Theorien: Die erste leitet den Namen von dem in der Nähe liegenden Arnozufluss Resco ab, die zweite bezieht den Namen auf Aesculus, der Eiche von Jupiter. Unter Herrschaft der Republik Florenz trat die Pfarrei der Lega di Castelfranco bei. Nach Auflösung der Lega 1774 durch Leopold II. wurde Pian di Scò der Nachbargemeinde Castelfranco angegliedert. Nach der Besetzung der Toskana durch napoleonische Truppen wurde die Gemeinde 1809 eigenständig. 1873 wurde der Palazzo Comunale (Rathaus) errichtet.

### Faella (Ortsteil von Pian di Scò)
Namensgebend für den Ort ist der gleichnamige Fluss, der den Ort Faella durchfließt und wenige Kilometer westlich in den Arno mündet. Ursprünglich gab der Fluss zwei Orten den Namen: Faella für den tiefer gelegenen Teil und Favilla für den höher gelegenen. 1311 wurden beide Teile zur Gemeinde Faella zusammengeschlossen. Mit den Reformen von Leopold II. wurde Faella 1773 der Nachbargemeinde Pian di Scò angegliedert. Während des Rückzuges der deutschen Soldaten wurde der Ort am Ende des Zweiten Weltkrieges fast vollständig zerstört.

### Matassino (Ortsteil von Pian di Scò)
Matassino ist der Ortsteil von Pian di Scò, der direkt am Arno liegt. Zudem ist er ein Ortsteil von insgesamt drei Gemeinden in zwei Provinzen: Figline Valdarno und Reggello in der Metropolitanstadt Florenz sowie von Castelfranco Piandiscò (Provinz Arezzo).

### Gemeinde Pian di Scò
Die Gemeinde Pian di Scò schloss sich am 1. Januar 2014 mit Castelfranco di Sopra zur neuen Gemeinde Castelfranco Piandiscò zusammen. Sie hatte am 31. Dezember 2013 6526 Einwohner auf einer Fläche von 18,42 km².

## Sehenswürdigkeiten
- Palazzo Comunale (ehemaliges Rathaus), errichtet 1873 nach Plänen von Emilio De Fabris.
- Pieve Santa Maria a Scò, erstmals erwähnt 1008[2].